# Arrondissement Périgueux
Périgueux is een arrondissement van het Franse departement Dordogne in de regio Nouvelle-Aquitaine. De onderprefectuur is Périgueux.

## Kantons

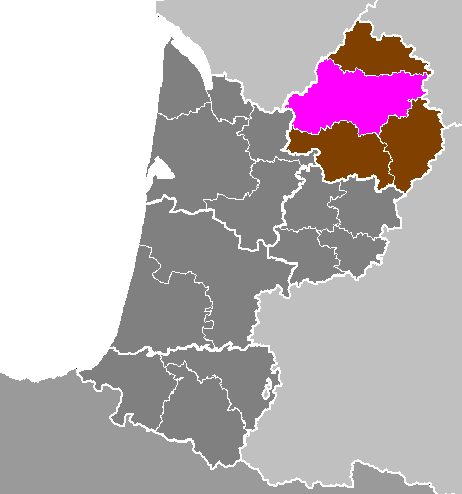
arrondissement Périgueux in Aquitaine vóór 2017

Het arrondissement was tot 2014 samengesteld uit de volgende kantons:
- kanton Brantôme
- kanton Excideuil
- kanton Hautefort
- kanton Montagrier
- kanton Montpon-Ménestérol
- kanton Mussidan
- kanton Neuvic
- kanton Périgueux-Centre
- kanton Périgueux-Nord-Est
- kanton Périgueux-Ouest
- kanton Ribérac
- kanton Saint-Astier
- kanton Saint-Aulaye
- kanton Saint-Pierre-de-Chignac
- kanton Savignac-les-Églises
- kanton Thenon
- kanton Vergt
- kanton Verteillac

Na de herindeling van de kantons bij decreet van 21 februari 2014 met uitwerking op 22 maart 2015, en de aanpassing van de arrondissementsgrenzen vanaf 2017 door het arrest van 30 december 2016, zijn dat :
- kanton Brantôme   ( deel 11/33 )
- kanton Coulounieix-Chamiers
- kanton Haut-Périgord noir  ( deel 1/31 )
- kanton Isle-Loue-Auvézère  ( deel 1/29 )
- kanton Isle-Manoire
- kanton Montpon-Ménestérol
- kanton Périgord central   ( deel 33/35 )
- kanton Périgueux-1
- kanton Périgueux-2
- kanton Ribérac
- kanton Saint-Astier
- kanton Thiviers   ( deel 1/23 )
- kanton Trélissac
- kanton Vallée de l'Isle